# Alessandro Tuia
Alessandro Tuia (Civita Castellana, Lacio, Italia; 8 de junio de 1990) es un futbolista italiano. Juega de defensa central en el NK Osijek de la Primera Liga de Croacia.

## Trayectoria
Formado en las inferiores de la Lazio, Tuia debutó con el primer equipo, y en la Serie A, el 31 de mayo de 2009 en la derrota por 2-0 ante la Juventus.
En el verano de 2009, fue cedido por dos temporadas al Monza de la Lega Pro Prima Divisione.
En junio de 2021, firmó contrato con el Lecce.

## Selección nacional
Fue internacional juvenil por Italia.

## Estadísticas
Actualizado al último partido disputado el 3 de abril de 2023
| Club                 | Div.          | Temporada     | Liga  | Liga  | Copas nacionales(1) | Copas nacionales(1) | Copas internacionales(2) | Copas internacionales(2) | Total | Total |
| Club                 | Div.          | Temporada     | Part. | Goles | Part.               | Goles               | Part.                    | Goles                    | Part. | Goles |
| -------------------- | ------------- | ------------- | ----- | ----- | ------------------- | ------------------- | ------------------------ | ------------------------ | ----- | ----- |
| Lazio · Italia       | 1.ª           | 2008-09       | 1     | 0     | —                   | —                   | —                        | —                        | 1     | 0     |
| Lazio · Italia       | Total club    | Total club    | 1     | 0     | 0                   | 0                   | 0                        | 0                        | 1     | 0     |
| Monza · Italia       | 3.ª           | 2009-10       | 23    | 0     | —                   | —                   | —                        | —                        | 23    | 0     |
| Monza · Italia       | 3.ª           | 2010-11       | 19    | 0     | 2                   | 1                   | —                        | —                        | 21    | 1     |
| Monza · Italia       | Total club    | Total club    | 42    | 0     | 2                   | 1                   | 0                        | 0                        | 44    | 1     |
| Foligno · Italia     | 3.ª           | 2011-12       | 25    | 0     | 0                   | 0                   | —                        | —                        | 25    | 0     |
| Foligno · Italia     | Total club    | Total club    | 25    | 0     | 0                   | 0                   | 0                        | 0                        | 25    | 0     |
| Salernitana · Italia | 4.ª           | 2012-13       | 26    | 0     | 0                   | 0                   | —                        | —                        | 26    | 0     |
| Salernitana · Italia | 3.ª           | 2013-14       | 25    | 0     | 1                   | 0                   | —                        | —                        | 26    | 0     |
| Salernitana · Italia | 3.ª           | 2014-15       | 27    | 1     | 1                   | 0                   | —                        | —                        | 28    | 1     |
| Salernitana · Italia | 2.ª           | 2015-16       | 9     | 0     | 1                   | 0                   | —                        | —                        | 10    | 0     |
| Salernitana · Italia | 2.ª           | 2016-17       | 29    | 0     | 2                   | 0                   | —                        | —                        | 31    | 0     |
| Salernitana · Italia | 2.ª           | 2017-18       | 20    | 1     | 2                   | 0                   | —                        | —                        | 22    | 1     |
| Salernitana · Italia | Total club    | Total club    | 136   | 2     | 7                   | 0                   | 0                        | 0                        | 143   | 2     |
| Benevento · Italia   | 2.ª           | 2018-19       | 6     | 0     | 1                   | 0                   | —                        | —                        | 7     | 0     |
| Benevento · Italia   | 2.ª           | 2019-20       | 20    | 3     | 0                   | 0                   | —                        | —                        | 20    | 3     |
| Benevento · Italia   | 1.ª           | 2020-21       | 27    | 1     | 1                   | 0                   | —                        | —                        | 28    | 1     |
| Benevento · Italia   | Total club    | Total club    | 53    | 4     | 2                   | 0                   | 0                        | 0                        | 55    | 4     |
| Lecce · Italia       | 2.ª           | 2021-22       | 19    | 1     | 1                   | 1                   | —                        | —                        | 20    | 2     |
| Lecce · Italia       | 1.ª           | 2022-23       | 7     | 0     | 0                   | 0                   | —                        | —                        | 7     | 0     |
| Lecce · Italia       | Total club    | Total club    | 25    | 1     | 1                   | 1                   | 0                        | 0                        | 26    | 2     |
| Total carrera        | Total carrera | Total carrera | 292   | 7     | 12                  | 2                   | 0                        | 0                        | 213   | 9     |

## Palmarés

### Títulos nacionales
| Título  | Club      | País   | Año     |
| ------- | --------- | ------ | ------- |
| Serie B | Benevento | Italia | 2019-20 |
| Serie B | Lecce     | Italia | 2021-22 |